# Saprissa Fútbol Femenino
El Deportivo Saprissa Fútbol Femenino es un equipo de fútbol femenino que juega en el torneo de la Primera División Femenina de Costa Rica.

## Historia

### Versiones anteriores
Saprissa Femenino como institución ha tenido varias iteraciones en las distintas ligas de fútbol femenino del país. 
El equipo femenino de Saprissa inició con varios patrocinios del equipo tibaseño y la empresa privada en los años 1990. Al mando de la entrenadora Sandra Marín y la capitana Cristina Fajardo ganaron dos títulos amateur de la Primera División, de la Asociación de Fútbol Aficionado (Anafa) en 1990 y 1994, época en la que el fútbol femenino costarricense no era regido por la Unión Femenina de Fútbol (Uniffut), era organizado por la Asociación Deportiva de Fútbol Femenino (Adefufe). En el campeonato de 1994 la islandesa Inga Birna del Saprissa FF fue la goleadora del torneo con 39 goles. Este equipo se mantuvo vigente de 1990 hasta 1994, el conjunto volvió a competir en 2001, y después desde 2003 al 2007. En el año 2004 obtuvo el subcampeonato de la Primera División. El Saprissa Femenino se adjudicó el domingo 28 de agosto de 2005 el Campeonato Femenino de Segunda División, esto ocurrió al derrotar 3 goles por 1 al Juventus de Santa Ana en un encuentro que se realizó en el Estadio Ricardo Saprissa y logró el ascenso a Primera División. En el campeonato de 2006 la jugadora Jacqueline Álvarez del Saprissa FF obtuvo el título de goleo con 18 anotaciones. El equipo se mantuvo activo hasta diciembre de 2007. El Deportivo Saprissa contó con un equipo en la primera división femenina desde marzo de 2012 (tras adquirir la franquicia en Primera División del equipo de San José) hasta enero de 2025, donde se tomó la decisión de no participar más en el campeonato de Primera División del fútbol femenino, organizado por Uniffut.

### Primer cetro de campeonas

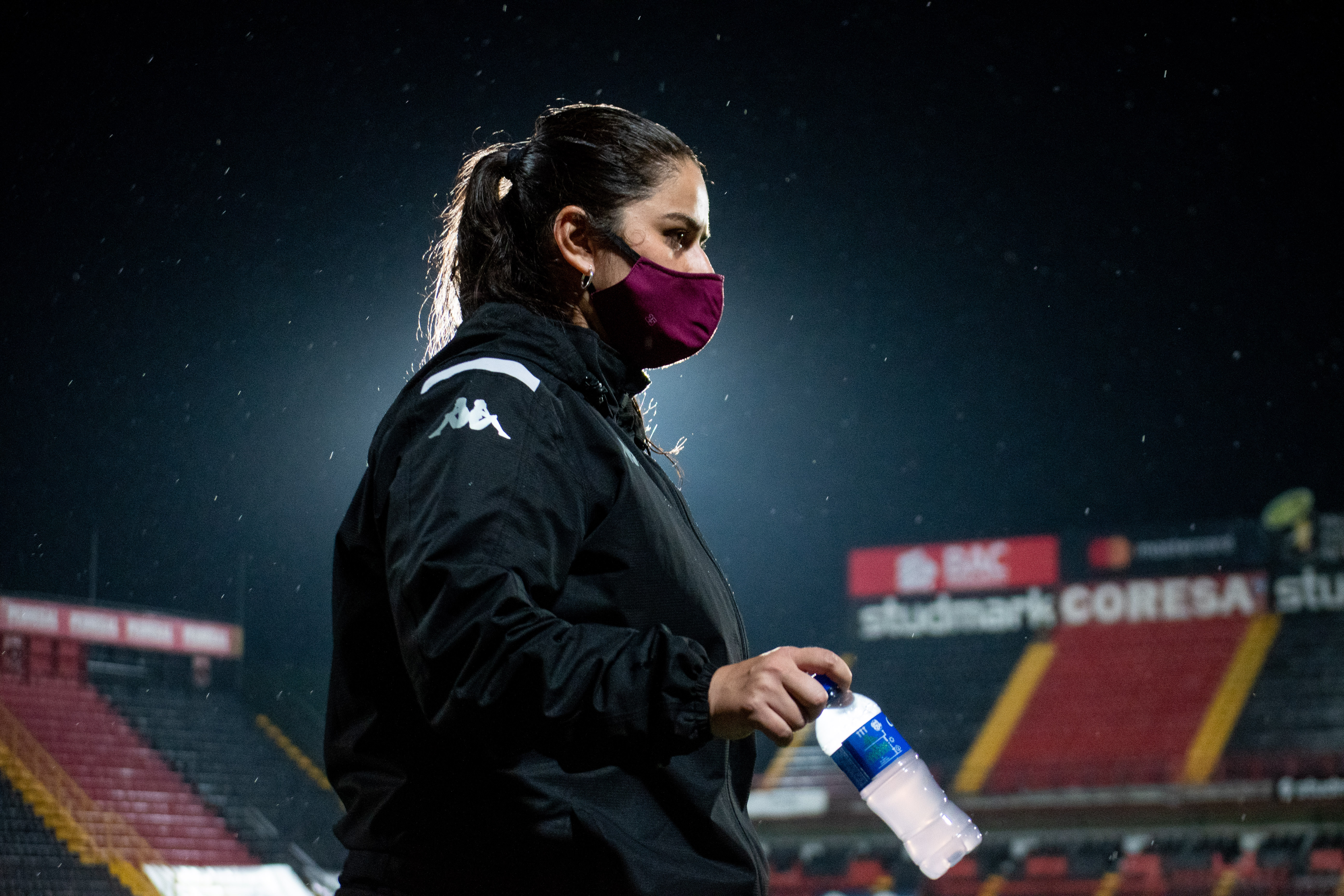
La DT Karol Robles en el Estadio Morera Soto

En el 2012, justo en el año de su fundación, Saprissa Fútbol Femenino disputó el campeonato nacional contra Arenal Coronado en una final a dos partidos. El primero de los encuentros culminó 2-0 a favor de las coronadeñas en el estadio El Labrador y el segundo duelo se disputó en el estadio Ricardo Saprissa, cuyo marcador fue de 3-1 a favor de las moradas, con anotaciones de Adriana Venegas y un doblete de Katherine Alvarado. 
En esa final, el global fue de 3-3 por lo que hubo tanda de penales en la que convirtieron Ivonne Rodríguez, María José Brenes, Shirley Francis  y Marianne Ugalde para Saprissa FF. Mientras que la guardameta Julieth Arias detuvo una pena máxima para que esta serie terminara 4-2 y las saprissistas obtuvieran su primer campeonato nacional.

### Segundo título
Las Moradas consiguieron su segunda corona de campeonas nacionales al vencer en semifinales a UCEM Alajuela 4-1 y llegar a la final contra A.D Moravia. El juego de ida se disputó en el Ricardo Saprissa y culminó 0-0, mientras que el encuentro de vuelta se jugó en la Cancha de Barrio Socorro en Santo Domingo de Heredia en partido que terminó 0-1 con anotación de Cristin Granados. En esa oportunidad Saprissa Fútbol Femenino también contó con la goleadora del torneo, quien fue Carolina Venegas con 21 goles.

### Bicampeonas, tercera estrella de las moradas
La estrella número tres para el Deportivo Saprissa llegó tras una final contra Arenal Coronado que terminó en el marcador global de 10-0. El primer juego tuvo un 7-0 como resultado, en el que anotaron Cristin Granados (en tres oportunidades), Katherine Alvarado (dos veces), Kimberly Lázaro y Melissa Herrera. En el juego de vuelta, disputado en el Ricardo Saprissa, terminó 3-0 tras un doblete de Melissa Herrera y un gol más de Cristin Granados. En esa temporada culminaron como goleadoras dos saprissistas: Melissa Herrera y Carolina Venegas, ambas con 45 anotaciones.

### Cuarto campeonato de Costa Rica
En el torneo del 2018, tras 28 partidos disputados en la fase regular, las Moradas culminaron en el primer puesto de la tabla acumulada con un total de 65 puntos, obtenidos tras 20 victorias, cinco empates y solo tres derrotas. En la final nacional, se enfrentaron a Moravia por tercera ocasión consecutiva y en esta oportunidad lograron alzar el trofeo de mejor equipo costarricense. 
El juego de ida se disputó en el estadio Pipilo Umaña de Moravia con resultado de 0-1 a favor de las dirigidas por Karol Robles, la única anotación de ese juego fue conseguida por Adriana Venegas. En el partido de vuelta, las Moradas sellaron el título tras ganar 2-0 con goles de María Paula Salas y María Paula Elizondo para poner el marcador global con un 3-0 definitivo que le dio el cuarto título a las moradas.

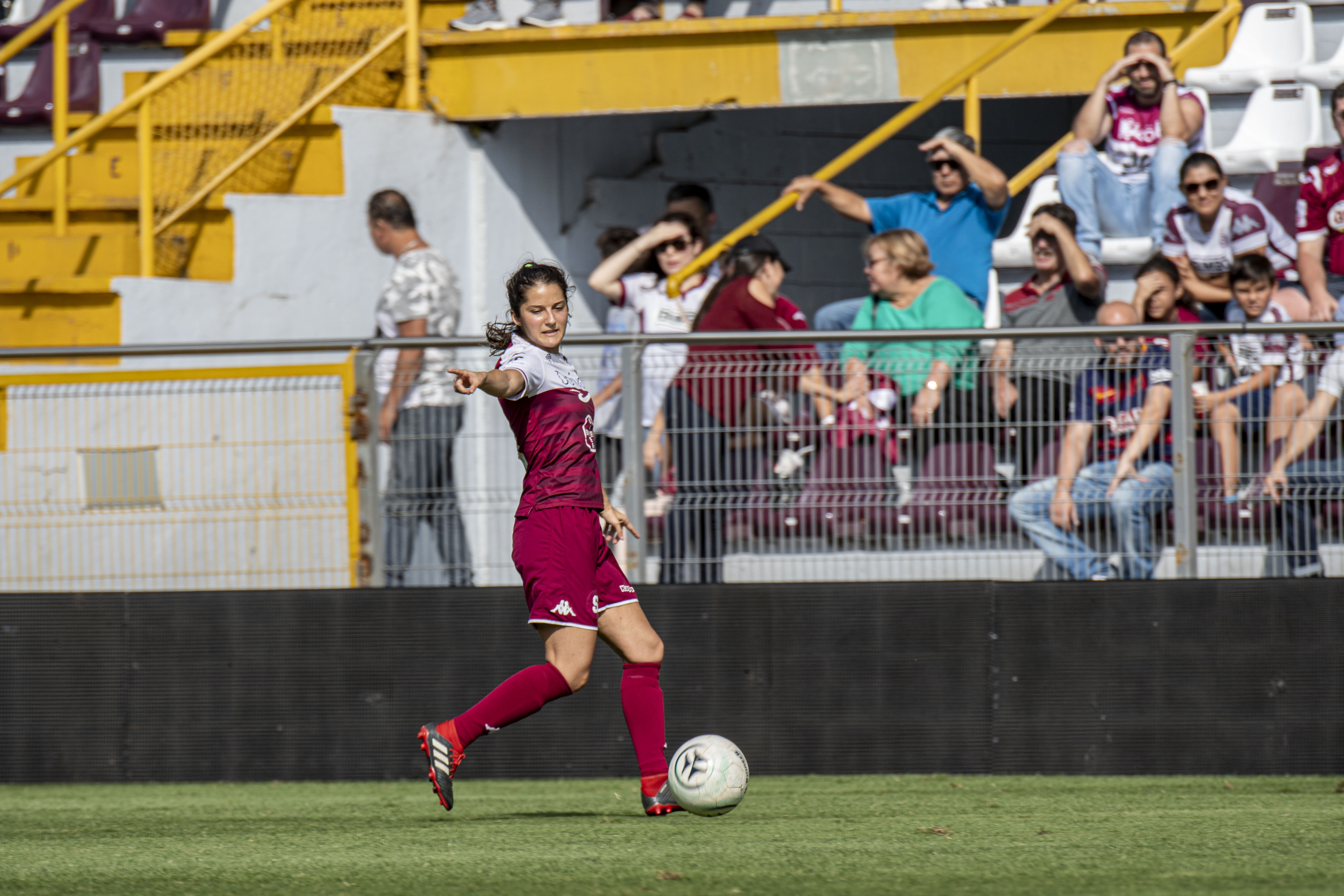
María José Brenes comanda el ataque en un partido de noviembre de 2019

### Monarcas de Uncaf
El 17 de septiembre de 2019 se dio el debut del conjunto morado en la Copa Interclubes de la Uncaf, contra el C.D Maratón de Honduras, donde fue vencido con el marcador 1-4. En su segundo partido se enfrentó ante el Jewel Fury de Belice, donde fue vapuleado con la victoria en el marcador 7-0. En su tercer partido se enfrentó ante el UNAN Managua de Nicaragua, donde salieron victoriosas en el marcador final 1-2, logrando asegurar el liderato del grupo A, quedando en la primera posición con 9 puntos, llegando a avanzar a semifinales. En semifinales se enfrentó ante el UNIFUT Rosal, debido a que el encuentro finalizó 0-0, se definió en tanda de penales, siendo las anotadoras: Gabriela Guillén, Fabiola Villalobos, María José Pereira y María Paula Salas las que concluyeron con el marcador final 4-2, logrando avanzar a la final de la copa. En la final se enfrentó ante el UNAN Managua en el Estadio Nacional de Nicaragua, debido a las anotaciones de María Paula Salas y Carolina Venegas, el conjunto tibaseño venció a las nicaragüenses con el marcador 2-0, logrando obtener el título de la Copa Interclubes de la Uncaf en su debut a nivel internacional, bajo el mando de Karol Robles.

## Uniforme

### Indumentaria
| Proveedor | Año           |
| --------- | ------------- |
| Joma      | 2013-2014     |
| Kappa     | 2015-presente |

### Uniforme
| Patrocinador     | Año           |
| ---------------- | ------------- |
| Columbia Estéreo | 2013-2015     |
| Bayer            | 2018-presente |

## Datos del club
- Temporadas en 1ª División Femenina: 15
- Temporadas en 2ª División Femenina: 0
- Temporadas en 3ª División Femenina: 0
- Mayor goleada conseguida: 
  - En campeonato nacional: Asturias 0 - 14 Saprissa FF en 2013 y Saprissa FF 14 - Cartago FF 0 en 2015.[23]
  - En Torneo de Copa: Saprissa FF 9 - Morpho F.C. 0 el 28 de enero de 2024.
  - En Copa Interclubes de la Uncaf: Saprissa FF 7 - Jewel Fury 0 el 18 de septiembre de 2019.

## Jugadoras

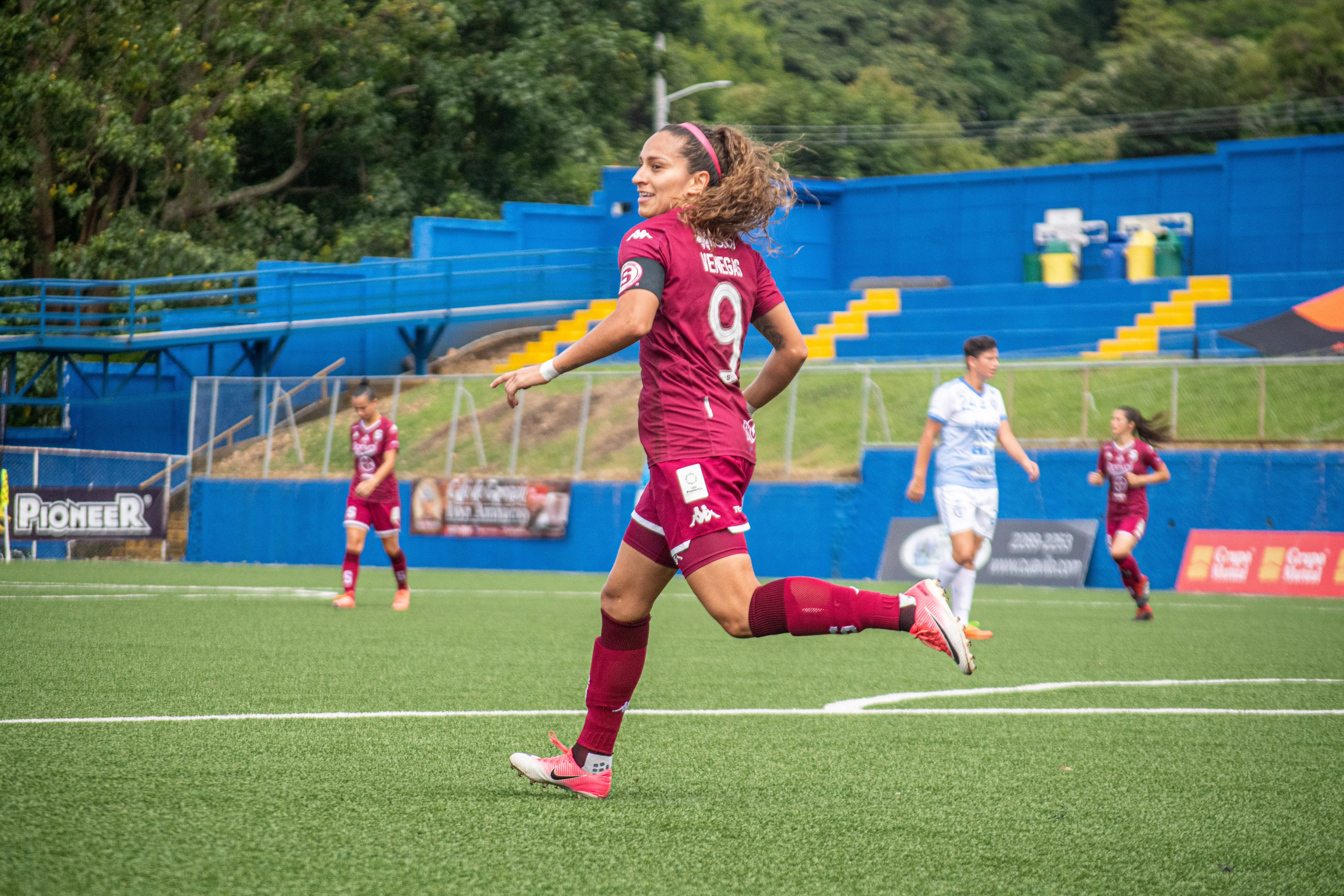
Carolina Venegas celebra un gol en el Estadio Nicolas Masís

### Títulos de goleo
Goleadoras del campeonato femenino.
| Jugadora           | Temporada      | Goles |
| ------------------ | -------------- | ----- |
| Inga Birna         | 1994           | 39    |
| Jacqueline Álvarez | 2006           | 18    |
| Carolina Venegas   | 2014           | 21    |
| Carolina Venegas   | 2015           | 45    |
| Melissa Herrera    | 2015           | 45    |
| Carolina Venegas   | Clausura 2021  | 14    |
| Carolina Venegas   | Temporada 2021 | 23    |
| Carolina Venegas   | Clausura 2023  | 8     |

### Mejor portera
Premios UNIFFUT a las mejores porteras.
| Portera           | Temporada |
| ----------------- | --------- |
| Gabriela Valverde | 2018      |
| Dinnia Díaz       | 2021      |

## Entrenadores

### Técnicos campeones en Primera División
| Número | Técnico           | Títulos | Temporada        |
| ------ | ----------------- | ------- | ---------------- |
| 1      | Alejandro Pacheco | 3       | 2012, 2014, 2015 |
| 2      | Sandra Marín      | 2       | 1990, 1994       |
| 3      | Karol Robles      | 1       | 2018             |

### Técnicos campeones en Copas Nacionales
| Número | Técnico           | Títulos | Temporada           |
| ------ | ----------------- | ------- | ------------------- |
| 1      | Adalberto Sánchez | 1       | Torneo de Copa 2024 |

### Técnicos campeones en torneos internacionales
| Número | Técnico      | Títulos | Temporada                         |
| ------ | ------------ | ------- | --------------------------------- |
| 1      | Karol Robles | 1       | Copa Interclubes de la Uncaf 2019 |

## Palmarés

### Títulos nacionales
| Competición nacional                 | Títulos                 | Subcampeonatos                                     |
| ------------------------------------ | ----------------------- | -------------------------------------------------- |
| Primera División de Costa Rica (4/7) | 2012, 2014, 2015, 2018. | 2004, 2016, 2017, 2019, CL-2020, CL-2021, AP-2022. |
| Torneo de Copa de Costa Rica (1/0)   | 2024                    |                                                    |
| Supercopa de Costa Rica (0/1)        |                         | 2021                                               |

### Títulos internacionales
| Competición internacional          | Títulos | Subcampeonatos |
| ---------------------------------- | ------- | -------------- |
| Copa Interclubes de la Uncaf (1/1) | 2019    | 2022           |

- Primera División Aficionada Femenina (1): 1990 y 1994.

### Torneos amistosos
- Campeón Triangular Soy Niña (2): 2018 y 2019.[28]
- Campeón Torneo 90 Minutos por la Vida Femenino (1): 2020.[29]